# گنج طلایی
گنج طلایی یک افسانه ادبی توسط شاعر و نویسنده دانمارکی هانس کریستین اندرسن (۱۸۷۵– ۱۸۰۵) است. 

## خلاصه داستان
روزی از روزها، زنی داخل کلیسا و به نقش‌هایی که بر روی دیوارها بود نگاه کرد. روی دیوار فرشته‌های خیلی زیبایی کشیده شده بود که بال‌های آنها طلایی بودند و برق می‌زدند. آنها خیلی براق و زیبا بودند اما زن وقتی بیرون رفت و به خورشید نگاه کرد فهمید که در جهان هیچ چیزی به زیبایی و براقی خورشید نیست. زن قرار بود به زودی بچه‌دار شود. پس او دعا کرد که بچه‌اش شبیه خورشید شود تا مثل خورشید نورانی و براق باشد.
چند وقت بعد که بچه‌ی زن به دنیا آمد. موهایش مثل خورشید می‌درخشید. پس، زن او را نشان شوهرش داد و با خنده گفت: «گنج طلایی من رو می‌بینی؟‍!»
مردم او را مسخر می‌کردند و می‌گفتند بچه‌ی مو زرد، اما زن عاشق بچه‌اش بود و به همه می‌گفت که این گنج طلایی من است.  آنها نام پسرشان را گذاشته بودند پیتر.
مادر پیتر دوست داشت که وقتی او بزرگ شد او را به کلیسا بفرستد تا به عنوان آوازه‌خوان کلیسا آواز بخواند. البته رؤیای مادرش این بود که پیتر در کنار فرشته‌هایی که بال‌هایشان طلایی است بایستد و آواز بخواند و او به پیتر افتخار کند. بعضی بچه‌ها که خیلی با او لج بودند، دائم او را مسخره می‌کردند و به او می‌گفتند پسر مو زرد، بعضی وقت‌ها هم طبل بزرگ این را می‌شنید و خوشحال می‌شد.
حالا پیتر تصمیم گرفته بود که برای خودش یک نوازنده‌ی خوب بشود و بتواند آهنگ‌های خوب بزند. او یک چیز دیگر را هم دوست داشت. او عاشق نظامی شدن بود و می‌خواست یک افسر بشود و روی دوشش تفنگ بگذارد و رژه برود و همه تماشایش کنند.
بالاخره، روز جنگ از راه رسید. صبح زود بود و آنها باید جلو می‌رفتند. وظیفه‌ی پیتر هم طبل زدن بود.
پیتر جلوی همه‌ی طبل زن‌ها بود و طبل می‌زد. و معنی آن صدایی که او از طبل درمی‌آورد. این بود که جلو بروید. همان موقع که او داشت به طبل زدنش ادامه می‌داد دشمن به آنها خیلی نزدیک شد و به افراد گفتند که باید عقب‌نشینی کنند اما پیتر همچنان طبل می‌زد و جلو می‌رفت و بقیه‌ی طبل زن‌ها هم مثل او طبل می‌زدند و جلو می‌رفتند؛ ضمن این که افراد هم می‌جنگیدند و جلو می‌رفتند. همین کار باعث شد که آنها در جنگ پیروز شوند، هر چند که خیلی‌ها در جنگ مردند و خیلی‌ها هم زخمی شدند اما خوب چه می‌شود کرد؟! طبیعت جنگ همین است!
در آن حال همه‌ی مردمی که در شهر بودند به پسرهایشان که به جنگ رفته بودند فکر می‌کردند و غصه می‌خوردند. شب بود و مرد خبر کننده خواب بود و داشت خواب می‌دید که پسرش با علامتی که بر روی سینه‌اش زده‌اند برگشته است. آن علامت نشانه‌ی یک مقام بسیار بالا بود.
مادر پیتر در خواب و بیداری برای پسرش غصه می‌خورد اما در حقیقت او صحیح و سالم بود. وقتی هم که او بعد از چند وقت به خانه برگشت معلوم شد که زنده و سرحال است. چون آنها در جنگ پیروز شده بودند و با شادی به خانه‌هایشان برگشته بودند.

## نگارخانه

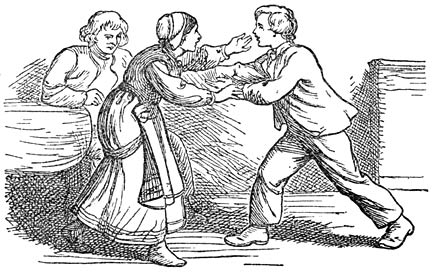
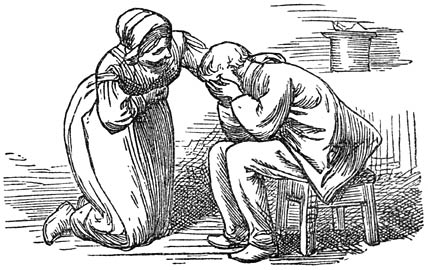
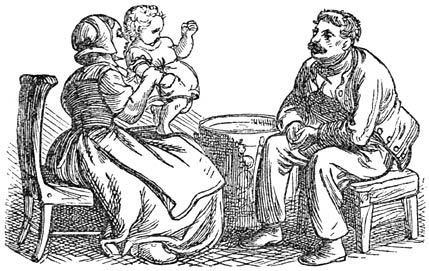
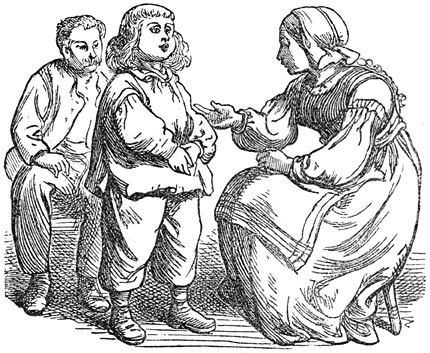